# 拉卡沃
拉卡沃（法語：Lacave，法語發音：[lakav]）是法国洛特省的一个市镇，属于古尔东区。

## 地理
拉卡沃（44°50'40"N, 1°33'29"E）面积21.19 平方千米，位于法国奧克西塔尼大區洛特省，该省份为法国西南部内陆省份，北起顺时针与科雷兹省、康塔爾省、阿韦龙省、塔恩-加龙省、洛特-加龍省和多尔多涅省接壤。
与拉卡沃接壤的市镇（或旧市镇、城区）包括：圣索齐、卡莱斯、梅罗讷、潘萨克、罗卡马杜尔。

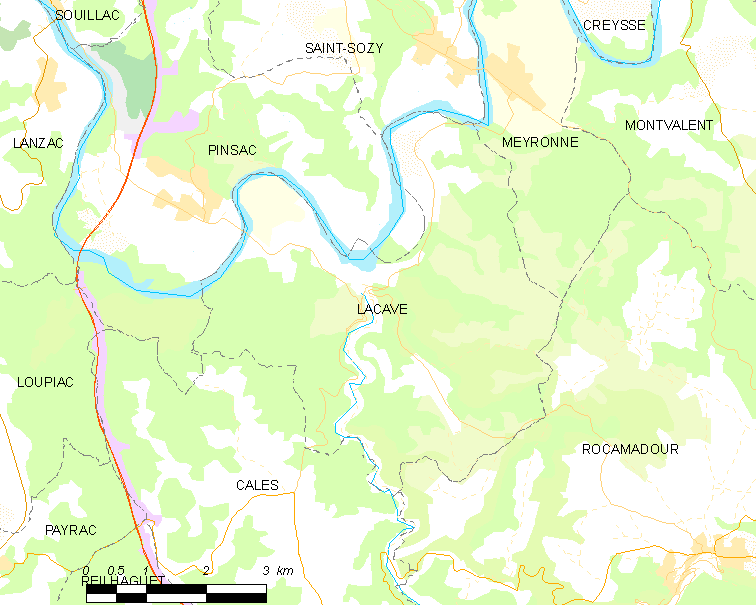
拉卡沃的OSM定位图

拉卡沃的时区为UTC+01:00、UTC+02:00（夏令时）。

## 行政
拉卡沃的邮政编码为46200，INSEE市镇编码为46144。

## 政治
拉卡沃所属的省级选区为苏亚克县。

## 人口

1962-2008年间拉卡沃人口变化图示

拉卡沃于2022年1月1日时的人口数量为264人。